# Mosonmagyaróvári TE
A Credobus Mosonmagyaróvári TE 1904, röviden MTE 1904 egy 1904-ben alapított magyar labdarúgóklub. Székhelye Mosonmagyaróváron található.

## Névváltozások
- 1904 – 1930 Magyaróvári Torna Egylet
- 1930 – 1931 Magyaróvári Torna Club
- 1931 – 1934 Magyaróvári Torna Egylet
- 1934 – 1936 Magyaróvári Sport Egylet
- 1941 – 1942 Műselyemgyári Önképző Kör
- 1942 – 1945 Mosonmagyaróvári Levente Egyesület
- 1946 – 1949 Műselyemgyári Torna Egylet
- 1949 – 1950 Ipartelepi Munkás Torna Egylet
- 1950 – 1951 Mosonmagyaróvári Szakmaközi Műselyemgyári/Munkás Torna Egylet
- 1951 – 1953 Mosonmagyaróvári Timföldgyári Vasas
- 1953 – 1956 Mosonmagyaróvári Timföldgyári Szikra
- 1957 – 1969 Mosonmagyaróvári Timföld és Műkorundgyári Torna Egylet
- 1969 – 1998 Mosonmagyaróvári Timföldgyári TE
- 1998 – 2003 MTE MOTIM Labdarúgó Klub
- 2003 – 2012 Első Mosonmagyaróvári Torna Egylet 1904
- 2012 – 2016 Futura Mosonmagyaróvári Torna Egylet 1904
- 2016 – CREDOBUS Mosonmagyaróvár

## Sikerek
- NB III
  -  Aranyérmes (3): 1984–85, 2003–04, 2021–22
  - Feljutás az NB II-be: 2015–16
- Győr-Moson-Sopron vármegyei I. osztály
  -  Aranyérmes (4): 1956, 1949–50, 1977–78, 1980–81

## Játékoskeret
Utolsó módosítás: 2024. március 17.
A vastaggal jelzett játékosok felnőtt válogatottsággal rendelkeznek.
A dőlttel jelzett játékosok kölcsönben szerepelnek a klubnál.
*Kooperációs szerződéssel szerepel a Zalaegerszeg csapatától.

| Mezszám       | Név               | Nemzetiség          | Születési hely  | Születési idő (kor)            | Korábbi csapat                 | Érték (€) | Szerződés lejárta |
| Kapusok       | Kapusok           | Kapusok             | Kapusok         | Kapusok                        | Kapusok                        | Kapusok   | Kapusok           |
| ------------- | ----------------- | ------------------- | --------------- | ------------------------------ | ------------------------------ | --------- | ----------------- |
| 15            | Slakta Balázs     | magyar              | Eger            | 1994. december 1. (30 éves)    | Budaörsi SC                    | 50 000    | Nem publikus      |
| 44            | Molnár Márk       | magyar              | Sopron          | 1998. július 24. (26 éves)     | Tiszakécskei LC                | 10 000    | Nem publikus      |
| 74            | Auerbach Martin   | magyar              | Tatabánya       | 2002. november 3. (22 éves)    | Puskás Akadémia FC             | 150 000   | 2024.06.30.       |
| Védők         |                   |                     |                 |                                |                                |           |                   |
| 2             | Simita Gergő      | magyar              | Csorna          | 1993. szeptember 25. (31 éves) | Lipót Pékség SE                | 50 000    | Nem publikus      |
| 4             | Czingráber Máté   | magyar              | Sopron          | 1997. június 13. (27 éves)     | Sopronkeresztúr                | 125 000   | Nem publikus      |
| 5             | Tullner Péter*    | magyar              | Győr            | 2004. július 26. (20 éves)     | Zalaegerszegi TE FC            | 25 000    | 2024.06.30.       |
| 11            | Horváth Kevin     | magyar              | Budapest        | 2000. január 10. (25 éves)     | Dunaújváros PASE               | 125 000   | Nem publikus      |
| 22            | Végső Előd        | magyar              | Nyíregyháza     | 2000. augusztus 24. (24 éves)  | Tiszakécskei LC                | 75 000    | Nem publikus      |
| 23            | Gáncs Botond      | magyar              | Mosonmagyaróvár | 2003. november 27. (21 éves)   | Utánpótlásból került fel       | 50 000    | Nem publikus      |
| 24            | Papp Szilárd      | magyar              | Nagykanizsa     | 1991. december 13. (33 éves)   | Szolnoki MÁV FC                | 50 000    | Nem publikus      |
| 29            | Deákovits Richárd | magyar              | Győr            | 2004. február 15. (21 éves)    | Győri ETO FC II                | 50 000    | 2024.06.30.       |
| 42            | Papp László       | magyar              | Zalaegerszeg    | 2001. január 9. (24 éves)      | Zalaegerszegi TE FC II         | 75 000    | 2024.06.30.       |
| 49            | Tifán-Péter Bence | magyar              | Győr            | 2003. december 16. (21 éves)   | Utánpótlásból került fel       | 10 000    | Nem publikus      |
| 55            | Deák István       | szerb · magyar      | Árpatarló       | 1991. március 23. (34 éves)    | Szeged-Csanád Grosics Akadémia | 50 000    | Nem publikus      |
| 77            | Bekker Roland     | magyar              | Budapest        | 2002. április 5. (23 éves)     | Tiszakécskei LC                | 25 000    | 2024.06.30.       |
| Középpályások |                   |                     |                 |                                |                                |           |                   |
| 8             | Szabó Bence       | magyar              | Székesfehérvár  | 1998. január 16. (27 éves)     | NK Nafta Lendava               | 125 000   | 2025.06.30.       |
| 14            | Marko Vukasović   | Montenegró · magyar | Cetinje         | 1990. szeptember 10. (34 éves) | RFK Novi Sad                   | 125 000   | Nem publikus      |
| 17            | Illés Dávid       | magyar              | Győr            | 1994. február 18. (31 éves)    | FC Ajka                        | 100 000   | Nem publikus      |
| 18            | Kapornai Bertalan | magyar              | Budapest        | 2002. augusztus 6. (22 éves)   | Vasas FC                       | 25 000    | 2024.06.30.       |
| 19            | Máris Dominik     | magyar              | Békéscsaba      | 2000. június 22. (24 éves)     | Békéscsaba 1912 Előre          | 75 000    | Nem publikus      |
| 32            | Radics Márton     | magyar              | Győr            | 2001. december 2. (23 éves)    | Puskás Akadémia FC             | 150 000   | 2024.06.30.       |
| Támadók       |                   |                     |                 |                                |                                |           |                   |
| 7             | Németh Dániel*    | magyar              | Gyöngyös        | 2003. október 9. (21 éves)     | Zalaegerszegi TE FC            | 250 000   | 2024.06.30.       |
| 10            | Maksym Pukhtieiev | ukrán · magyar      | Harkiv          | 2004. február 2. (21 éves)     | Budapest Honvéd FC             | 50 000    | 2024.06.30.       |
| 79            | Szendeff Bence    | magyar              | Budapest        | 2005. március 13. (20 éves)    | Vasas FC II                    | 25 000    | Nem publikus      |
| 97            | Csóka Dominik*    | magyar              | Zalaegerszeg    | 2004. március 29. (21 éves)    | Zalaegerszegi TE FC II         | 10 000    | 2024.06.30.       |

## Szakmai stáb
2024. március 17-én lett frissítve.
| Ügyvezető        | Drescher Ottó      |
| Sportigazgató    | ifj. Drescher Ottó |
| Technikai vezető | ifj. Drescher Ottó |
| Vezetőedző       | Nagy Ádám          |
| Másodedző        | Nagy Szilárd       |
| Másodedző        | dr. Veress Balázs  |
| Kapusedző        | Boros Tamás        |
| Masszőr          | Ékes József        |
| Masszőr          | Kocsis Gergő       |
| Erőnléti edző    | Molnár Gábor       |